# Derezzed
«Derezzed» es una canción instrumental compuesta por Daft Punk para la banda sonora de la película Tron: Legacy, incluido en el  álbum del mismo nombre. Fue lanzado como sencillo promocional el 8 de diciembre de 2010. Fue mezclado por The Glitch Mob y Avicii para el álbum de remixes Tron: Legacy Reconfigured.
En 2014 se lanzó una nueva versión titulada «Derezzed (So Amazing Mix)» que cuenta con las voces de la cantante estadounidense Negin Djafari, basada en la remezcla de Avicii, la cual forma parte del álbum de remezclas Dconstructed recopilado por Walt Disney Records. Esta versión obtuvo la primera ubicación del Billboard Dance Club Songs.

## Vídeo musical
Daft Punk ingresan al local de videojuegos de arcade Flynn´s y comienza a jugar un juego desarrollado por Encom llamado Derezzed, con Guy-Manuel de Homem-Christo jugando como Prog 1 y Thomas Bangalter como Prog 2. Derezzed aparenta ser un juego de Justa en la red. Mientras que un programa desconocido mira la justa del ciclo de luz en la distancia, Prog 2 gana el partido. En la galería, Homem-Christo se siente decepcionado. De vuelta en la cuadrícula, Prog 2 se revela como Quorra, (Olivia Wilde).

## Lista de la canción
| Derezzed single |            |          |  |
| N.º             | Título     | Duración |  |
| 1.              | «Derezzed» | 1:44     |  |
| 1:44            |            |          |  |

| Translucence |                            |          |  |
| N.º          | Título                     | Duración |  |
| 1.           | «Derezzed»                 | 1:44     |  |
| 2.           | «Tron Legacy (End Titles)» | 3:17     |  |
| 3.           | «End of Line»              | 2:36     |  |
| 4.           | «Castor»                   | 2:18     |  |
| 9:55         |                            |          |  |

| Daft Punk feat. Negin remixed by Avicii - Derezzed (So Amazing Mix) |                                                 |          |  |
| N.º                                                                 | Título                                          | Duración |  |
| 1.                                                                  | «Derezzed (So Amazing Mix)» (Radio Edit 1)      | 3:33     |  |
| 2.                                                                  | «Derezzed (So Amazing Mix)» (Radio Edit 2)      | 3:41     |  |
| 3.                                                                  | «Derezzed (So Amazing Mix)» (Extended Club Mix) | 5:03     |  |

## Posicionamiento en listas

### Semanales
| País           | Lista (2010)                     | Mejor posición |
| -------------- | -------------------------------- | -------------- |
| Bélgica        | Ultratip flamenca                | 29             |
| Bélgica        | Ultratip valona                  | 18             |
| Estados Unidos | Billboard Bubbling Under Hot 100 | 3              |
| Francia        | SNEP Charts                      | 81             |

| País           | Lista (2014)                     | Mejor posición |
| -------------- | -------------------------------- | -------------- |
| Estados Unidos | Billboard Dance Club Songs       | 1              |
| Estados Unidos | Billboard Dance/Electronic Songs | 27             |

### Sucesión en listas
| Anterior: «Knock You Out» de Bingo Players | Billboard Dance Club Songs — Sencillo Nro 1 «Derezzed (So Amazing Mix)» 2 de agosto de 2014 — 8 de agosto de 2014 | Siguiente: «Aftermath (Here We Go)» de Dave Audé con Andy Bell |